# Scudo nguni
Lo scudo nguni è uno scudo di forma ovale appuntita, in pelle di vacca o cavallino, utilizzato storicamente dai popoli Nguni dell'Africa meridionale. Attualmente è utilizzato dagli indovini o per scopi cerimoniali e simbolici mentre molti sono prodotti per il mercato turistico. La nomenclatura varia tra le diverse etnie: isihlangu, ihawu o ingubha in Zulu, ishilunga in Swazi e ikhaka/ikhawu in Xhosa. A rigor di termini, questi nomi nativi denotano scudi di diverse applicazioni e altri tipi sono noti con altri nomi. Gli scudi d'uso bellico erano tradizionalmente custoditi da un capo/re, a cui gli stessi appartenevano, mentre lo scudo d'uso quotidiano non-bellico era proprietà personale dei sudditi. I veri scudi Nguni sono fatti di pelle grezza di bestiame come quello ottenuto dal bestiame Sanga-Nguni.

## Varianti
Tra gli Zulu, ci sono diverse varietà di scudi, ognuna con un uso specifico. Il grande scudo da guerra, di circa 5 piedi (1,5 m) di lunghezza, è noto come isihlangu (lett. "spazzare via"). Era lo scudo preferito di re Shaka che aveva insegnato ai suoi guerrieri ad utilizzarlo come arma d'offesa agganciando lo scudo dell'avversario durante il combattimento corpo a corpo. Anche lo umbumbuluzo era uno scudo di guerra ma di soli 3,5 piedi (1,1 m) di lunghezza seppur più robusto del isihlangu. Si tenevano facilmente in una mano e furono usati nel 1856 durante la campagna di Cetshwayo contro Mbulazi. Lo ihubelo è un grande scudo usato per la caccia, più piccolo del isihlangu ma più grande del ihawu che è uno scudo di piccole-medie dimensioni usato nei balli. L'igqoka è uno scudo piccolo e ornamentale usato dal guerriero durante il corteggiamento mentre l'igabelomunye è lo scudo decorativo più piccolo che può essere usato come accessorio per ballare.

## Uso tradizionale
Lo scudo era portato nella mano sinistra come unico elemento difensivo dai guerrieri Nguni. Il suo uso era praticato fin dall'infanzia, per mezzo del combattimento con il bastone . La sua funzione primaria era quella di deviare lance, assegai o frecce khoisan, ma venivano anche portate durante la caccia al leone o al leopardo. I guerrieri di re Shaka colpivano i loro avversari con lo scudo per farli perdere l'equilibrio, o in alternativa lo usavano per agganciare lo scudo dell'avversario, per consentire una pugnalata con l'assegai.
Gli scudi potevano anche essere usati per confondere il nemico: l'esercito Zulu usava gli scudi dei suoi nemici per travestirsi e causare sconcerto tra i ranghi nemici. Allo stesso modo, il nemico sconfitto a volte prendeva gli scudi Zulu per nascondere la propria identità fino a quando non riuscivano a fuggire. Il generale di re Dingane Bongoza consigliò ai suoi guerrieri di nascondersi dietro gli scudi e imitare il bestiame al pascolo, in questo modo attirarono i commando boeri nelle valli e a portata di tiro.
Era usato come protezione contro le intemperie, o come rifugio da bivacco quando si accampavano gli eserciti Xhosa o Fengu. Quando un re era seduto all'aperto, i suoi subordinati tenevano uno o più scudi su di lui per ripararlo dal sole. Erano anche usati durante le routine di ballo, ai matrimoni o come schermo durante il corteo nuziale. Durante la consultazione di un rabdomante venivano percossi come tamburi.
Il suo uso è andato in declino quando le armi da fuoco sono state introdotte nelle ostilità. Quando leoni e leopardi furono sterminati con le armi da fuoco, perse anche la sua utilità nella caccia. Nel 1835 si dice che sia stato scartato dagli Xhosa nei loro conflitti con gli europei. Baines (1851, 1852) e Weitz (1873) tuttavia osservarono il loro uso tra i Mpondo molti anni dopo. Nel 1870 gli Zulu esportavano grandi quantità di pelli bovine per ottenere armi da fuoco e anche questo diminuiva l'offerta.

## Ruolo e utilizzo nella vita tribale

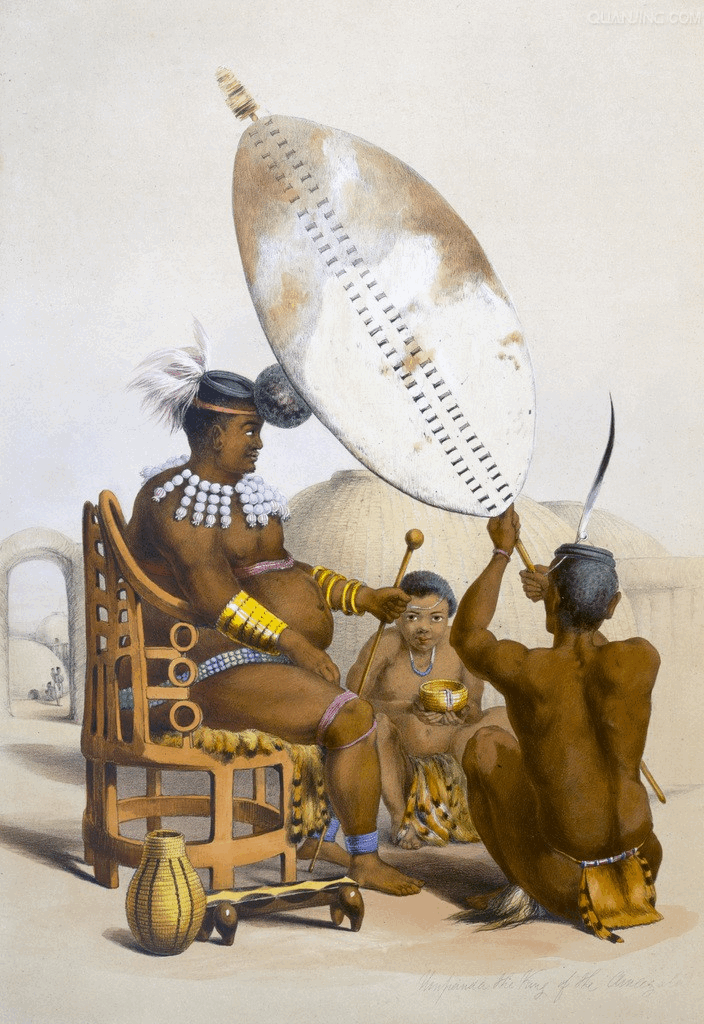
Lo scudo denotava potere, legge e giustizia tra gli Nguni. Lo scudo che ombreggiava la testa di un re a riposo era metafora della protezione che lui (e il suo scudo) offrivano al suo regno. Un re poteva attirare attenzione immediata, o iniziare o annullare un attacco semplicemente alzando il suo scudo.

Gli scudi di guerra, a differenza delle assegai, erano solitamente accumulati da un re o da un capo, per essere distribuiti nei momenti di bisogno. Oltre al suo ruolo difensivo, lo scudo era uno stendardo o stemma della tribù. Di conseguenza, il re Shaka ha inflitto una seria punizione ai guerrieri che li hanno persi. Il dovere di un guerriero era quello di restituire il suo scudo al re come una questione di onore e patriottismo - lasciarli nelle mani del nemico o su suolo straniero ha portato cattiva fama.
I colori degli scudi furono scelti appositamente dal re Zulu e le mandrie di bestiame della Corona selezionate e allevate in ragione della preferenze relative alla loro pelle. Re Shaka preferiva le pelli del bestiame nel paese di Jobe vicino a Mzinyati (Nkandla). La grande mandria di re Mpande era divisa in base al colore dei capi. Re Cetshwayo teneva una grande mandria di buoi bianchi vicino alla foresta di Ngoye, il cosiddetto inyonikayipumuli (lett. "Uccello che non riposa mai"), che fu confiscata e dispersa alla sua deposizione.
La credenza tribale stabiliva che le qualità e le proprietà del prezioso e venerato inkomo fossero trasferite allo scudo, poiché il simile produce il simile. Le qualità di uno scudo includevano quindi elementi soprannaturali. Uno scudo trattato con intelezi o "medicina umuthi" per migliorarne l'efficacia non doveva cadere nelle mani del nemico poiché trattavasi d'arma magica dal potere trasferibile al nemico. Uno scudo che portasse il marchio della tauromachia era il più ambito poiché ritenuto il più potente. Lo scudo aveva anche un ruolo nella cerimonia di purificazione del re dopo una battaglia: lo mondava da possibili contaminazioni dovute al contatto con il nemico e lo rafforzava.
Era inoltre un oggetto simbolico. Quando un uomo di spicco moriva, i suoi compagni abbassavano gli scudi in segno di riverenza e tributo. Fungeva anche da insegna dell'età e dello status di veterano. Reggimenti di uomini sposati, circa 18 durante il regno di Cetshwayo, avevano il diritto di indossare un copricapo e portavano scudi bianchi, realizzati con pelli della mandria di inyonikayipuli. Anche i veterani reali di Tulwana del re Mpande portavano scudi completamente bianchi, poiché il bianco e il grigio suggerivano saggezza. I guerrieri dei reggimenti di scapoli, circa 15 durante il regno di Cetshwayo, portavano scudi neri o fantasia. Il colore nero suggeriva giovinezza e forza. Gli scudi con modelli specifici erano conosciuti con nomi come folle, imitshezi e nkone, e i reggimenti si distinguevano in questo modo. I colori aiutavano anche a sapere chi era al comando durante la confusione dei combattimenti.
I giovani portavano un piccolo igqoka decorativo durante il corteggiamento, per esaltare la loro dignità e virilità. Nei rituali legati alle cerimonie Nomkhubulwana, le giovani ragazze nell'inversione dei ruoli assumevano il compito dei loro fratelli come mandriani. Portavano brevemente bastoni e scudi, allevavano bestiame e assumevano l'autorità che l'uso dello scudo implicherebbe.

## Moda
Gli scudi erano modellati da artigiani che conoscevano i colori assegnati ai reggimenti. La loro produzione da parte di specialisti fu forse una tendenza successiva, poiché Alberti (1810) notò che ogni uomo Xhosa in età militare doveva crearne uno proprio, da consegnare al capo per la custodia in una capanna speciale. A volte una pelle veniva trattata e seppellita per alcuni giorni. Altrimenti è stato semplicemente appeso al sole ad asciugare. Quindi una pietra arrotondata è stata usata per batterlo in una forma cava, che lo ha anche temprato, prima che fosse tagliato a forma.  Uno scudo da guerra richiedeva la maggior parte di una pelle di bue, e scudi ornamentali o altri prodotti di pelle grezza potevano essere ricavati dagli avanzi.
Una doppia fila di segni contrastanti al centro dello scudo, noti come imigabelo (singolare: umgabelo), sono sia ornamentali che un comodo modo per fissare la maniglia. Sono realizzati facendo passare strisce di pelle di colore contrastante attraverso una doppia fila di fessure, che vengono tagliate mentre la pelle è ancora bagnata e flessibile. I passanti per cinghie legano le strisce e il manico dello scudo a un robusto bastone rimovibile, noto come mgobo, che corre lungo il centro dello scudo. È abbastanza lungo da sporgere da entrambe le estremità, rinforza lo scudo e impedisce che si pieghi. Aiuta anche il guerriero o il ballerino a dondolarlo rapidamente. Lo scudo può essere appoggiato sulla sporgenza inferiore del bastone quando un guerriero è stanco. La sporgenza inferiore poteva anche essere affilata per pugnalare le gambe di un combattente nemico. Lo scudo dovrebbe essere abbastanza alto da permettere al guerriero di dare un'occhiata sopra la sua sommità.  La sommità del bastone raggiunge la sommità della testa del guerriero, ed è decorata da strisce di pelle pelosa che gli sono avvolte attorno. Gli Mpondo usavano invece piume di struzzo nere.

## Galleria d'immagini

Uno scudo Nguni campeggia nella bandiera del eSwatini
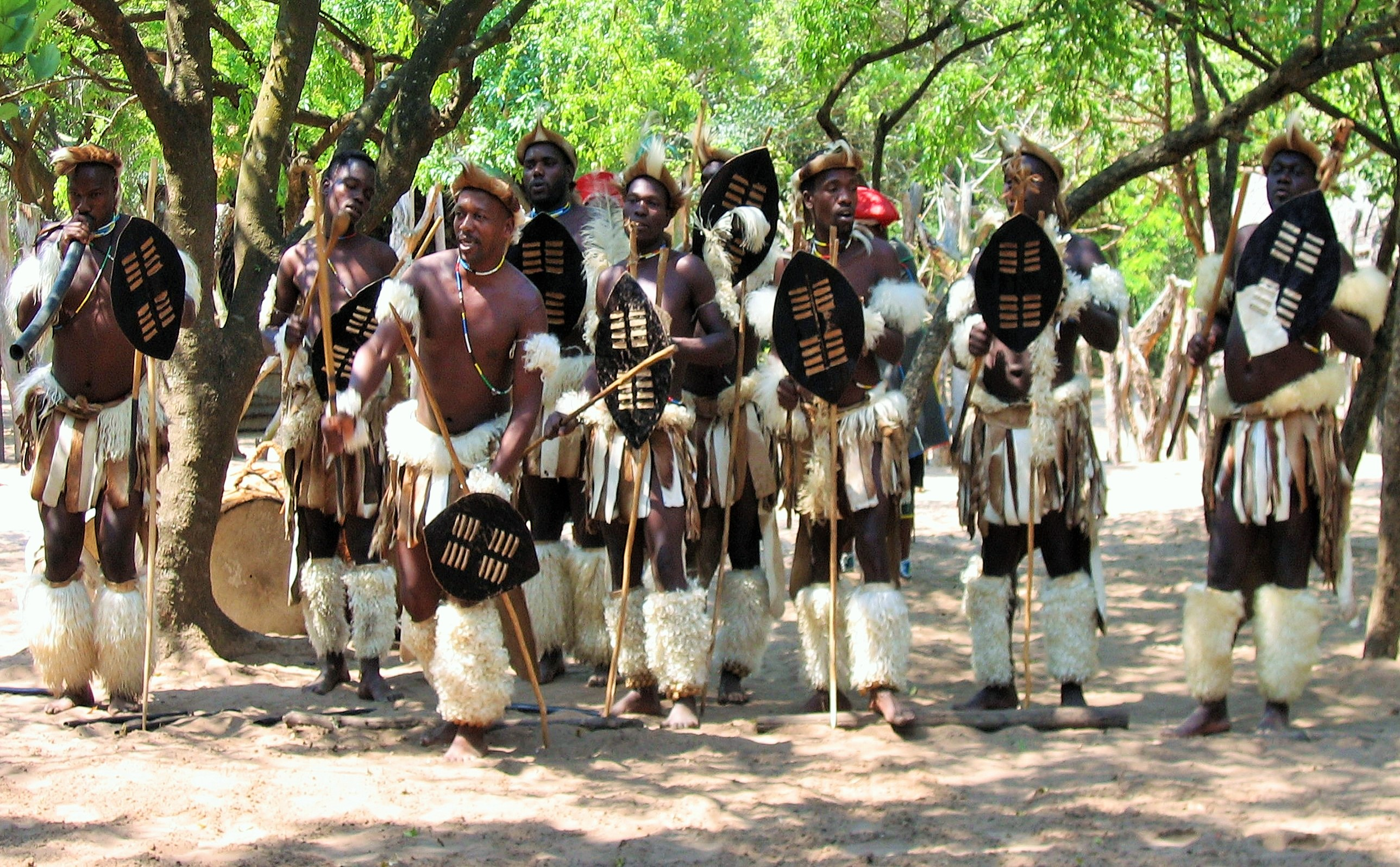
Danzatori Swazi con scudi amahawu (singolare ihawu)
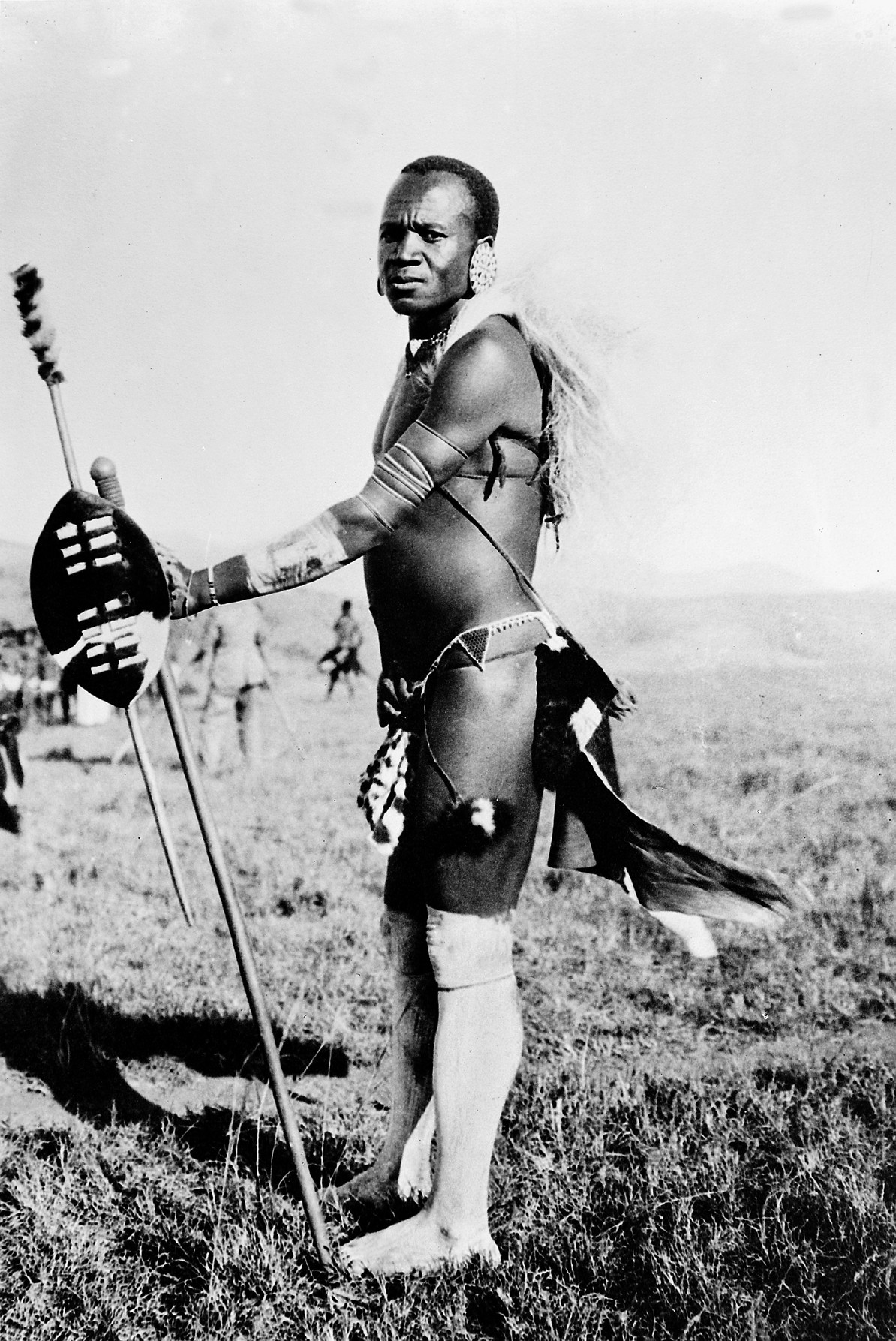
Zulu con scudo igqoka usato durante il corteggiamento
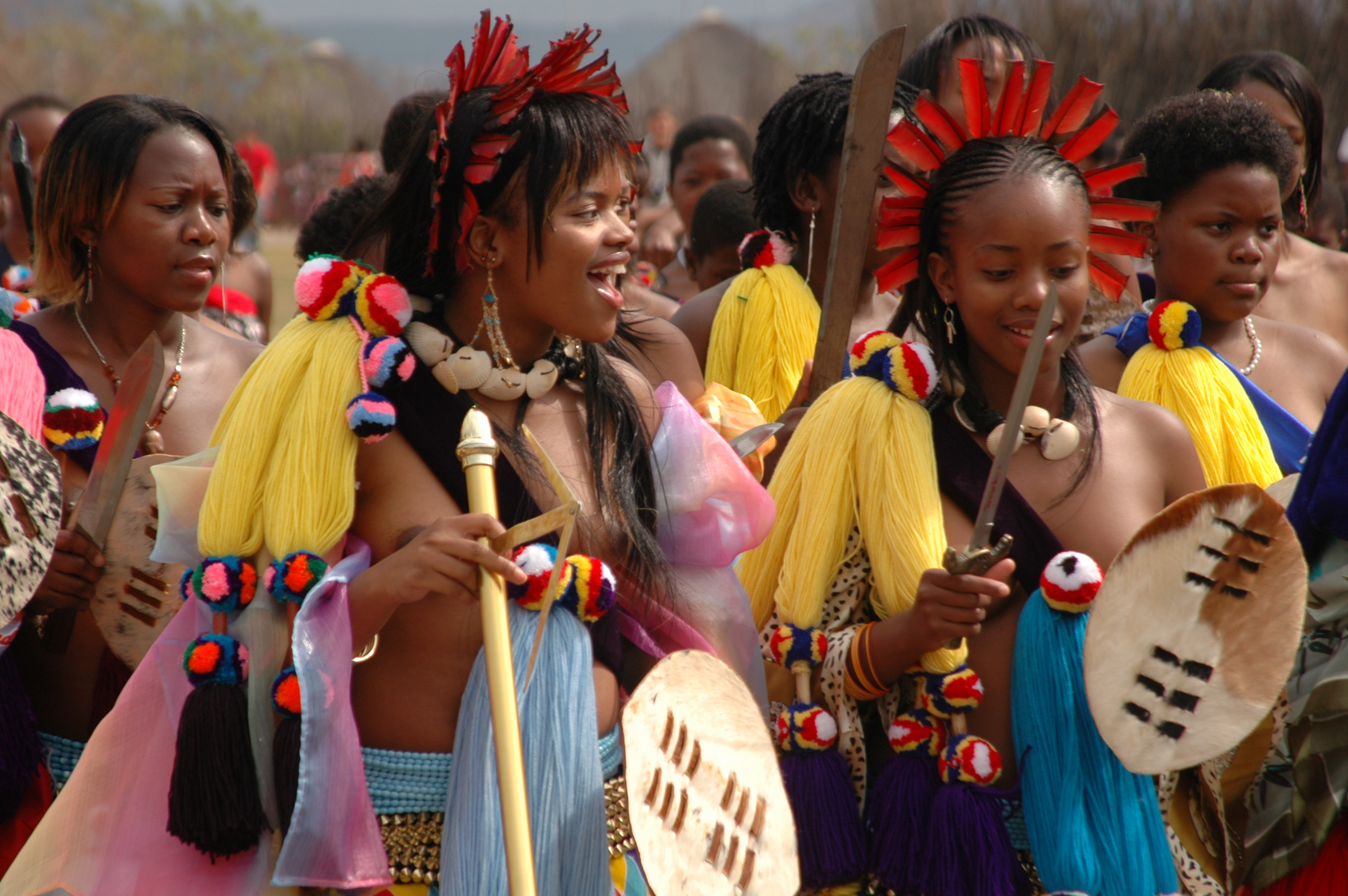
Reali Swazi con piccoli scudi ornamentali per le cerimonie Nomkhubulwana